# Soldatići
Soldatići is een plaats in de gemeente Ozalj in de Kroatische provincie Karlovac. De plaats telt 23 inwoners (2001).